# 2e bataillon de choc
Le 2e bataillon de choc ou Bataillon Janson-de-Sailly ou Bataillon Gayardon est une ancienne unité de l’armée de terre française.
Créé en août 1944 à Paris par le commandant Guy de Gayardon de Fenoyl, le 2e BC est dissous le 1er octobre 1945 pour se fondre dans le 1er régiment d'infanterie de choc aéroporté de la 24e division aéroportée.

## Création et différentes dénominations
Le 24 août 1944, Paris est libérée.
- Août 1944, création du Commando de Paris au lycée Janson-de-Sailly à Paris.
- En septembre 1944 (le 21) un acte d'engagement signé par le capitaine JOUANDET porte en en-tête : 1ère armée française, bataillon de GAYARDON avec le tampon 2ème bataillon de choc et avec le 4e bataillon de choc ou ex-Commando de Cluny, forment le 2e groupement de la brigade de choc.
- 1er octobre 1945, dissolution : l'unité intègre avec le 1er bataillon de choc le 1er bataillon du 1er régiment  d'infanterie de choc aéroporté (1er RICAP).

Note : créées en juin 1943 en Algérie, les formations dites de choc, aptes à mener des actions de guérilla ou de commandos et chargées d’apporter leur aide aux organisations de résistance en France, sont regroupées début 1945 en trois groupements de bataillons de choc ou groupements de choc comportant deux bataillons chacun :
- 1er groupement de bataillons de choc commandé par le lieutenant-colonel Gambiez
  - le 1er bataillon de choc composé du bataillon de choc (qui prend le numéro 1)
  - le 3e bataillon de choc composé des commandos de France
- 2e groupement de bataillons de choc commandé par le commandant Quinche
  - le 2e bataillon de choc composé du bataillon Janson de sailly (ou bataillon de Gayardon)
  - le 4e bataillon de choc composé du commando de Cluny
- 3e groupement de bataillons de choc commandé par le lieutenant-colonel Bouvet
  - le 5e bataillon de choc composé des commandos d'Afrique
  - le 6e bataillon de choc composé des commandos de Provence

## Historique des garnisons, campagnes et batailles
L'unité est constituée lors de la libération de Paris par des étudiants (en particulier issus du lycée Janson de Sailly) et des ouvriers de l'ouest parisien. Fixé à Paris, ne souhaitant pas rallier les FTP communistes du colonel Rol-Tanguy, le bataillon rejoint clandestinement la 1re armée commandée par le général de Lattre à Gray, le 27 septembre 1944 et part compléter son instruction au camp de Valdahon.
Pour son baptême du feu il est engagé avec les commandos de France le 22 novembre 1944 à Masevaux, où il subit ses premières pertes.
Devenu 2e bataillon de choc, au sein du 2e groupement, il est à nouveau engagé dans la région de Mulhouse et enlève la ville de Richwiller le 24 janvier.

## Traditions

### Insigne

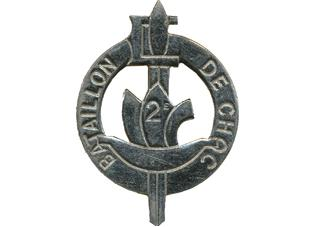
Insigne du 2e Bataillon de Choc

Dans un anneau d'argent portant l'inscription " bataillon de Choc" figure la nef - symbole des armes de la ville de Paris, où fut formé le bataillon - frappée du chiffre 2, et s'appuyant sur une courte épée évoquant le poignard des unités de Choc.
C'est à Pfaffenheim que le 2e bataillon de Choc reçu l'insigne du bataillon. L'aspirant Turquan (1921-2015) en avait fait le dessin, profitant d'une convalescence après blessure.

### Drapeau
Brodé en fil d'or : BATAILLON DE CHOC DE PARIS.
Au centre, brodé en fil d'or et d'argent : L'ARC DE TRIOMPHE.
En bas à gauche, brodé en fil d'or : la cloche fendue de Philadelphie, symbole de l'indépendance et de la liberté, et, au-dessous, les initiales W.B. (William Bullitt).
Ce fanion tricolore a été offert et remis, le 12 février 1945 à Mutzig, par le commandant William Bullitt -parrain du bataillon- attaché au quartier général du général de Lattre de Tassigny.

### Chant
Les soldats du deuxième choc ont composé et chanté ce chant au camp du Valdahon, après avoir rejoint la première armée Française sous les ordres du général de Lattre de Tassigny.
La "caserne" est le lycée Janson-de-Sailly, transformé à l'occasion de la libération de Paris en une grande caserne militaire, qui a accueilli des jeunes de Janson et d'ailleurs pour les former et en faire des unités protectrices de la ville de Paris ; le fait d'être confinés dans la capitale déplut à un grand nombre d'entre eux, qui rêvaient de faits d'armes héroïques pour libérer le pays.
Le "colonel Refait" est le colonel Rol-Tanguy, commandant des FFI de Paris, au nez duquel le bataillon quitte Paris dans la nuit du 25 septembre 1944 et qui les accusa de désertion.
Le "commandant William Bullitt" est un diplomate américain, alors officier engagé dans l'armée française, soutenant l'échappée du bataillon désobéissant aux ordres. Il en devint le parrain.
Le Chant des Parisiens,
Sur l'air du chant des Africains
- 1er Couplet

Nous étions au fond d'la caserne,
En train de faire des classes à pieds,
Comme nous trouvions cela trop terne,
Alors on a levé le pied,
En criant, en avant, en avant !
- Refrain

C'est nous les Parisiens qui revenons de loin,
Nous v'nons d'Janson-de-Sailly pour rejoindre Tassigny,
Nous avons laissé là-bas le colonel Refait,
Et les autres bataillons, qui sont restés marrons,
Car nous voulons, garder haut et fier,
Le beau drapeau, de notre France entière,
Et si quelqu'un, venait à y toucher,
Nous serions là ;
Pour mourir à ses pieds !
Roulez tambours, à nos amours,
pour le pays, pour la patrie, mourir au loin,
C'est nous les Parisiens !
- 2e Couplet

Le commandant William Bullitt,
Est le parrain du bataillon,
En Homme il comprit notre fuite,
De grand cœur nous l'en remercions,
En criant, en avant, en avant !
- Refrain

Paroles de Roger Floirac et Sylvain Rousseau

## Chefs de corps
- 19 août 1944 : capitaine de frégate Marchand
- 5 octobre 1944 : commandant de Gayardon
- Capitaine Daguet

## Sources et bibliographie
- Antoine Béchaux, Michel Lafuma; Le 2e Choc, Bataillon Janson de Sailly 1944/1945, éditions France Empire, 1988.
- Militaria Magazine; no 287, p. 72-77.
- Jacques Sicard, article Choc et commandos 1943-1945 dans la revue Hommes de guerre no 15 de janvier 1989.